# Mario Basler
Mario Basler (* 18. Dezember 1968 in Neustadt an der Weinstraße) ist ein ehemaliger deutscher Fußballspieler und späterer Trainer. 
Beim 1. FC Kaiserslautern absolvierte er seine ersten Schritte im Profifußball und wechselte über den Umweg der 2. Bundesliga zu Werder Bremen in die Bundesliga. In seinem ersten Jahr in Bremen wurde er DFB-Pokalsieger und Nationalspieler und nahm 1994 an der Weltmeisterschaft in den USA teil. 1996 wechselte er zum FC Bayern München und gewann dort mehrere Titel.
Später war er Trainer bei mehreren unterklassigen Vereinen und auch sporadisch noch als Spieler im Amateurbereich aktiv. Basler ist regelmäßiger Teilnehmer bei Fernsehshows, tritt als Experte insbesondere bei Sport 1 sowie mit eigenem Bühnenprogramm auf. 

## Karriere als Spieler

### Vereine

#### 1. FC Kaiserslautern
Aus der Jugend des 1. FC Kaiserslautern stieg Basler zur Spielzeit 1987/88 in den Profikader auf. In seinem ersten Bundesligajahr kam er jedoch zu keinem Einsatz. Als Vertragsamateur spielte er meist für die „kleinen Teufel“. Auch im Folgejahr musste Basler lange warten, ehe er zu seinem Debüt kam. Erst am 17. Juni 1989 (34. Spieltag) – für den FCK ging es um nichts mehr – kam er beim 1:0-Auswärtssieg über Bayer 04 Leverkusen zu seinem ersten Bundesligaeinsatz.

#### Rot-Weiss Essen
Um mehr Spielpraxis zu sammeln, wechselte er im Sommer 1989 in die 2. Bundesliga zu Rot-Weiss Essen. Bereits in seinem ersten Jahr kam Basler zu regelmäßigen Einsätzen. Mit 14 Ein- beziehungsweise Auswechslungen in 20 Spielen war er meistens Ergänzungsspieler. Mit Rang sechs schloss Rot-Weiss eine recht gute Saison ab. Zur Spielzeit 1990/91 baute Cheftrainer Hans-Werner Moors vermehrt auf den jungen Spieler und nur Willi Landgraf, Dirk Pusch und Ralf Regenbogen absolvierten mehr Ligaspiele als Basler, der nur vier der 38 Partien verpasste und dabei sechs Treffer erzielte. Zwar erreichte das Team am Ende Platz 15 und damit den sportlichen Klassenerhalt, musste jedoch den Zwangsabstieg wegen Lizenzentzugs hinnehmen. Daraufhin entschied sich Basler zu einem Wechsel.

#### Hertha BSC
Zur Saison 1991/92 sicherte sich der Hauptstadtklub seine Dienste. Der Bundesliga-Absteiger qualifizierte sich in der Nordgruppe der zweiten Liga knapp für die Aufstiegsrunde mit sechs Mannschaften, in der Hertha nicht den Sprung auf den für den Aufstieg notwendigen ersten Tabellenplatz schaffte. Baslers erster Trainer in Berlin war Bernd Stange, der im Verlauf der Saison 1992/93 von Günter Sebert ersetzt wurde. Mit zwölf Toren in 44 Spielen wurde Basler 1992/93 zweitbester Schütze der Hertha, nur Theo Gries traf häufiger. Hertha verpasste mit dem fünften Tabellenplatz in der inzwischen eingleisigen Liga erneut den Aufstieg. Aufgrund seiner guten Leistungen wurde Basler inzwischen für Erstliga-Vereine interessant. Nach zwei Jahren beendete er sein Vertragsverhältnis, Werder Bremen verpflichtete ihn für etwa zwei Millionen DM.

#### Werder Bremen
Basler schaffte es durch seine guten Leistungen als Einwechselspieler bald in die Stammformation. Zur Saison 1994/95 spielten die Bremer bis zum letzten Spieltag um die deutsche Meisterschaft, verpassten diese jedoch aufgrund einer 1:3-Niederlage beim FC Bayern München. Mit 20 Toren war Basler bester Torschütze seiner Mannschaft und wurde gemeinsam mit Heiko Herrlich von Borussia Mönchengladbach Torschützenkönig.
Die Saison darauf verlief für die Bremer enttäuschend, sie wurden nur Neunter. Basler bestätigte dennoch seine guten Leistungen aus dem Vorjahr und war wieder bester Schütze seiner Mannschaft. Bereits im Herbst 1995 wollte Basler Werder verlassen und in die italienische Serie A wechseln. Im Gespräch waren verschiedene Vereine, allerdings meldete sich laut Manager Willi Lemke kein italienischer Verein bei Werder Bremen. Basler dagegen betonte, ein Wechsel sei an der Ablöseforderung von Werder Bremen (20 Millionen DM, laut Basler später auf 14,5 Millionen DM reduziert) gescheitert. Als Basler im November 1995 wegen eines ausgefallenen Flugs eine Trainingseinheit verpasste, wurde er von Trainer Aad de Mos aus dem Aufgebot für das nächste Spiel gestrichen. Daraufhin kamen Meinungsverschiedenheiten zwischen Basler, der bei Werder eine Sonderrolle innehatte, und der Mannschaft an die Öffentlichkeit. Im Sommer 1996 ließen ihn die Bremer für eine Ablösesumme von mehr als acht Millionen DM in Richtung München ziehen.

#### FC Bayern München
Beim FC Bayern München hatte er seine nach Titeln erfolgreichste Zeit. Am Ende seiner ersten Spielzeit in München wurde er mit der Mannschaft deutscher Meister und war mit acht Toren in 27 Ligaspielen zweitbester Torschütze seiner Mannschaft. In der Spielzeit darauf wurde der Titel verpasst; Basler wurde mit den Bayern, nicht zuletzt durch ein von ihm im Finale erzieltes Tor, DFB-Pokal-Sieger 1998.
In der Saison 1998/99 wurde Basler noch einmal deutscher Meister und erreichte mit dem FCB das Champions-League-Finale gegen Manchester United, in dem ihm per Freistoß die 1:0-Führung gelang; nach einer dramatischen Schlussphase unterlag der Verein jedoch noch mit 1:2.
Im November 1999 wurde Basler nach nur zwei Einsätzen in der laufenden Saison und seiner Anwesenheit bei einer nächtlichen Wirtshausrangelei vom FC Bayern München suspendiert.
Laut Aussage von Bayern-Manager Uli Hoeneß soll es während Baslers Zeit in München des Öfteren private Verfehlungen des Spielers gegeben haben.

#### 1. FC Kaiserslautern
Noch im selben Monat wechselte er für 1,5 Millionen Mark zum 1. FC Kaiserslautern, bei dem er wieder auf Trainer Otto Rehhagel traf, den er schon aus seiner Bremer Zeit kannte. Bei den Pfälzern war er Stammspieler, erwies sich jedoch als verletzungsanfällig. In 91 Spielen für Kaiserslautern erzielte er acht Treffer. Für die Saison 2003/04 erhielt der 34-Jährige, der zu den Großverdienern des Vereins gehörte, keinen Vertrag mehr und wechselte ins Ausland.

#### Al-Rayyan
Basler beendete seine aktive Fußballer-Karriere in Katar nach nur einer Saison beim Al-Rayyan Sport-Club. Er spielte hier unter anderem mit dem Real-Madrid-Altstar Fernando Hierro zusammen.

#### Weitere Karriere als Amateur
Von Januar 2006 bis zur Abmeldung der Herrenmannschaft 2010 war Basler beim ATSV Wattenheim aktiv.
Im Juni 2011 verkündete Basler sein Comeback als aktiver Spieler beim Augsburger Bezirksligisten BCA Oberhausen. Das Engagement kam aufgrund einer verlorenen Wette zustande. Am ersten Spieltag der Bezirksliga-Saison gab Basler tatsächlich sein Debüt.
Später schloss sich ein weiteres Engagement auf Amateurebene an, in Rüssingen, einem Ort mit rund 500 Einwohnern im rheinland-pfälzischen Donnersbergkreis. Seit seinem Debüt am 3. März 2013 spielte er zweimal in der Bezirksliga als Innenverteidiger für den TuS Rüssingen, bei dem zu jener Zeit auch der ehemalige albanische Nationalspieler Clirim Bashi und seit Anfang 2013 auch Mario Baslers Sohn Marcel aktiv waren. Am Saisonende stieg er mit dem Klub in die Landesliga auf. In der Verbandsligasaison 2014/15 trat er weitere fünf Mal (kein Tor) für den Verein an. Am 4. April 2016 spielte Basler bei der 1:2-Niederlage gegen die SG Hüffelsheim erstmals in seiner Karriere als Torhüter. In der Landesligasaison 2016/17 kam Basler auf acht Einsätze für Rüssingen und konnte dabei einen Treffer erzielen.

### Nationalmannschaft
Beim 2:1-Sieg am 23. März 1994 über Italien gab Basler sein Länderspiel-Debüt, als er in der 78. Minute für Thomas Häßler eingewechselt wurde. Am 2. Juni 1994 wurde er im Spiel gegen Österreich in der 85. Minute für Lothar Matthäus eingewechselt; fünf Minuten später gelang ihm sein erster Länderspiel-Treffer zum 5:1-Endstand. Bei der Weltmeisterschaft 1994 kam er am 17. Juni gegen Bolivien zum Einsatz. 1996 gehörte er zum Aufgebot der Nationalmannschaft, die bei der Europameisterschaft 1996 in England den Titel gewann, reiste jedoch nach einer in einem Trainingszweikampf mit Christian Ziege erlittenen Verletzung am rechten Knöchel noch vor dem Gruppenspiel gegen Russland ohne Turnier-Einsatz ab. Am 18. November 1998 trug Basler beim 1:1-Unentschieden gegen die Niederlande zum letzten Mal das Nationaltrikot.
Für den Gewinn der Fußballeuropameisterschaft 1996 erhielt er – zusammen mit der Nationalmannschaft – das Silberne Lorbeerblatt.

## Spielweise / Statistik
In der Bundesliga traf Basler 62-mal in 262 Spielen, in der 2. Bundesliga 23-mal in 128 Spielen.
Eine besondere Fähigkeit von Basler war es, dass er einen Eckball direkt in ein Tor verwandeln konnte, indem er den Ball mit dem Innenrist im Bogen aufs Tor schoss. Auf diese Art gelangen ihm beim SV Werder Bremen in einer Saison drei Tore. Außerdem war er ein gefürchteter Freistoßschütze.

## Karriere als Trainer und Funktionär

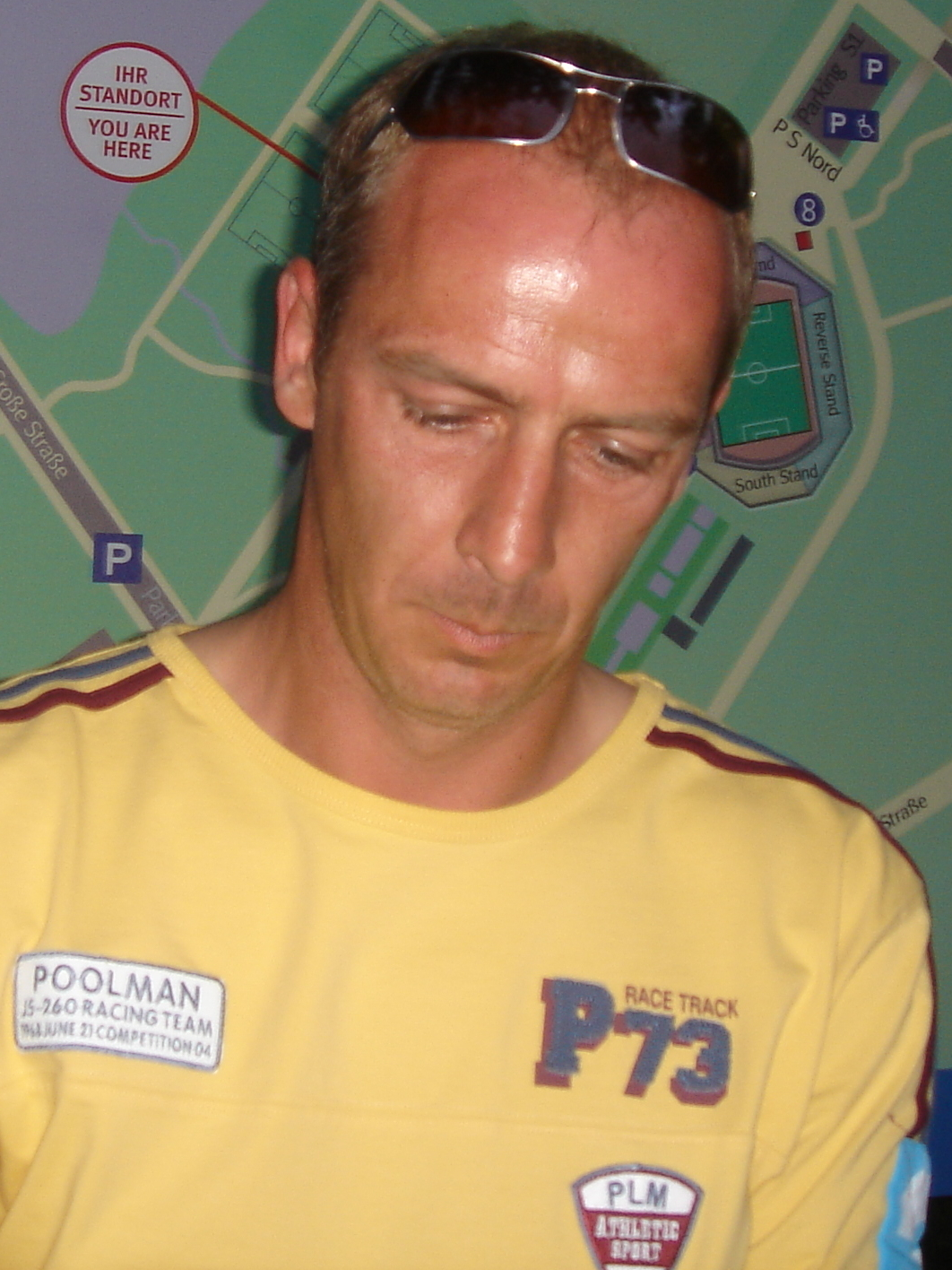
Mario Basler beim FIFA-Konföderationen-Pokal 2005 in Deutschland

Im Januar 2001 übernahm er den eigens für ihn geschaffenen Posten des Vereinspräsidenten beim Kreisligisten ATSV Wattenheim. In der Folgezeit gelangen Aufstiege bis in die Verbandsliga, bis die 1. Mannschaft nach der Saison 2009/10 aufgrund finanzieller Probleme abgemeldet wurde. In dieser Zeit kam es zum Zerwürfnis Baslers mit dem Verein, da er eine versprochene Finanzspritze von 15.000 € nicht zahlte. Infolgedessen wurde ihm sein Amt als Ehrenpräsident des Vereins aberkannt.
Ab dem 2. Juni 2004 war Mario Basler Teammanager beim Zweitligaabsteiger SSV Jahn Regensburg in der Regionalliga Süd. Hier plante Basler zeitweise Spielertrainer zu werden und wieder selbst aufzulaufen. Dies wurde jedoch vom DFB nicht zugelassen. Die Saison 2004/05 schloss der Verein auf dem achten Tabellenplatz ab. Nach einem schlechten Start in die Saison 2005/06 wurde Basler am 19. September 2005 entlassen.
In der Folge nahm er am DFB-Trainerlehrgang in Köln teil und war anschließend von Sommer 2007 bis zum 8. September 2008 Co-Trainer bei der TuS Koblenz.
Seit dem 9. September 2008 – mit Vertragslaufzeit bis 2012 – war er als Cheftrainer beim Regionalligisten Eintracht Trier angestellt, bei dem er zwischenzeitlich zusätzlich Sportlicher Leiter war. Das am 20. Februar 2010 mit 0:3 verlorene Heimspiel gegen Fortuna Düsseldorf II verschlimmerte die anhaltende sportliche Talfahrt, worauf Basler als Cheftrainer einen Tag später vom Vorstand (in Abstimmung mit dem Aufsichtsrat) beurlaubt wurde.
Am 11. August 2010 trat er die offene Trainerstelle beim Drittligisten Wacker Burghausen an. Kurz nach dem Ende des letzten Spieltags der 3. Liga 2010/11 am 14. Mai 2011 wurde Basler entlassen und durch Georgi Donkow ersetzt, nachdem Basler das Ziel Klassenerhalt sportlich verfehlt hatte. Auf Grund eines insolvenzbedingten Zwangsabstiegs von Rot Weiss Ahlen wurde das Ziel dennoch erreicht.
Am 24. Oktober 2011 wurde Mario Basler als neuer Cheftrainer beim abstiegsbedrohten Drittligisten Rot-Weiß Oberhausen vorgestellt. Er unterschrieb dort einen bis zum Ende der Saison 2011/12 datierten Vertrag, der im April 2012 vorzeitig bis 2013 verlängert wurde und trotz des Abstiegs als Tabellenvorletzter am Saisonende gültig blieb. Nach einer 0:3-Heimniederlage gegen den 1. FC Köln II trat Mario Basler am 14. September 2012 als Trainer des Viertligisten zurück.
Am 21. Januar 2015 wurde Basler als neuer „Geschäftsführer Sport“ des Oberligisten 1. FC Lokomotive Leipzig vorgestellt. In seiner Funktion war Basler für die Konzeption und sportliche Ausrichtung des Vereins zuständig. Als Ziel wurde der Aufstieg in die 3. Liga ausgegeben. Die Zusammenarbeit wurde Anfang März 2016 vorzeitig beendet.
Am 12. Oktober 2017 wurde Basler kurzzeitig Trainer des abstiegsgefährdeten fünftklassigen Oberligisten Rot-Weiss Frankfurt. Nach acht Spielen, in denen die Mannschaft nur sieben Punkte holte, wurde die Zusammenarbeit im Dezember 2017 wie von vornherein geplant wieder beendet.
Im Sommer 2019 gab der A-Klassist TSG Eisenberg aus Baslers pfälzischer Heimat seine Verpflichtung als Berater bekannt. Sein Sohn Maurice ist ebenfalls im Verein aktiv.
Im Februar 2022 wurde Basler Trainer des Kreisligisten SC Türkgücü Osnabrück. Basler übernahm den Posten des Vereins aus der Kreisliga Osnabrück Mitte, Gruppe C eineinhalb Jahre ehrenamtlich, der bisherige Trainer Ali Ucar wurde sein Co-Trainer. Für den Verein lief er auch einmal selbst auf. Zur Saison 2024/25 wurde Taskin Türker neuer Trainer.

## Titel
Nationalmannschaft
- Europameister: 1996

Vereine
- Deutscher Meister (3): 1997, 1999, 2000 (alle FC Bayern München)
- Deutscher Pokalsieger (2): 1994 (Werder Bremen), 1998 (FC Bayern München)
- Deutscher Supercupsieger (2): 1993, 1994 (beide Werder Bremen)
- Deutscher Ligapokalsieger (3): 1997, 1998, 1999 (alle FC Bayern München)

Individuell
- Silbernes Lorbeerblatt: 1996
- Torschützenkönig der Bundesliga 1995
- Tor des Monats März 1992, Februar 1995, April 1997, Juli 1997, Oktober 1998, April 1999
- Kicker-Mittelfeldspieler des Jahres: 1994, 1995

## Basler in den Medien
- Ab 2007: Experte bei den UEFA-Cup-Übertragungen von Sat.1
- Seit 2007: Kolumnist der Bild-Zeitung
- Ab 2014: Veröffentlichung in Studio 71 im YouTube-Kanal Videos, zur Fußball-Weltmeisterschaft 2014
- Juli 2015 und Dezember 2020: Quizshow Wer weiß denn sowas?
- 2016: großen ProSieben Völkerball Meisterschaft 2016 und Vierte Staffel von Promi Big Brother
- 2017: Promi-Darts-WM
- Gast beim Sender Sport1 in dessen Talkshows Fantalk sowie Doppelpass[37][38][39][40]
- Ende 2018 und aktuell: Bühnenprogramm Basler ballert[41] (Comedy)[42]
- seit 2019: Joko & Klaas gegen ProSieben (unregelmäßige Gastauftritte)
- 2019: Show Grill den Henssler bei VOX und ProSieben-Show Renn zur Million … wenn Du kannst!
- 2020: ProSieben, Show Headis Team-WM ProSieben-Show Schlag den Star, Die! Herz! Schlag! Show!, Wer sieht das denn?! sowie Kandidat in den Sat.1-Sendung Genial oder Daneben?, Buchstaben Battle und Ranking the Stars.
- 2021: In der zweiten Staffel der Sat.1-Spielshow Die Festspiele der Reality Stars – Wer ist die hellste Kerze? arbeitete Basler als Komparse mit.[43]
- 2022: Balls – für Geld mache ich alles
- 2022: Das Sommerhaus der Stars – Kampf der Promipaare
- 2023: Mission: Job Unknown
- 2023: Erscheint im Song Fussballer – BonezMC
- Seit 2023: Experte bei den 2. Bundesliga-Samstagabendspielen von Sport 1[44]
- 2024: Lass dich überwachen! (ZDF Gastauftritt)[45]
- 2024: Chris du das hin?

## Werke
- Super Mario. Meine Eskapaden, meine Schlagzeilen, meine Karriere, meine Feinde, meine Freunde. Sportverlag Europa, Zürich 2005, ISBN 3-9522779-8-3.
- mit Alex Raack Mario Basler – Eigentlich bin ich ein super Typ. Biografie, Edel Books, Hamburg 2019, ISBN 978-3-8419-0675-5.